# Karel X. Francoski
Karel X., kralj Francije in Navare, * 9. oktober 1757, Versailles, † 6. november 1836, Gorica.
Karel X. je kot poslednji francoski kralj iz bourbonske dinastije vladal Franciji od 16. septembra 1824, ko je nasledil Ludvika XVIII. do 2. avgusta 1830, ko se je moral prestolu odpovedati po julijski revoluciji.
Karel-Filip je bil rojen v Versaillski palači 9. oktobra 1757 kot peti sin Ludvika Ferdinanda, francoskega dofena (1729-1765) in Marije-Jožefe Saške (1731-1767). Kot vnuk francoskega kralja Ludvika XV. in kraljice Marije Leszczyńske je bil Petit-Fils de France. Po materini strani sta bila stara starša poljski kralj Avgust III. in Marija Jožefa Avstrijska, hči svetorimskega cesarja Jožefa I.
Ob izbruhu revolucije 1789 je moral po ukazu brata kralja Ludvika XVI. zaradi svoje konzervativnosti zapustiti Francijo, ob tem je postal predstavnik Bourbonske dinastije v tujini. V izgnanstvu, sprva v Nemčiji nato v Italiji, je Karel postal nezaupljiv do brata, kar ga je stalo prijateljstva z Marijo Antoinetto, njena usmrtitev leta 1793 s strani revolucionarjev pa ga je hudo prizadela. V tem času je bil njegov največji zaveznik ruska cesarica Katarina Velika. Comte d'Artois, naslov je dobil že ob rojstvu, je kasneje emigriral v Združeno kraljestvo, kjer mu je angleški kralj Jurij III. odstopil palačo Holyroodhouse v Edinburgu, kjer je zaradi večinoma protestantskega okolja živel v glavnem znotraj zidov palače. Stiki s preživelim bratom Ludvikom XVIII. ki je dobil zatočišče v Rusiji, so postali izredno napeti, ko je Karel postal povsem brezbrižen do bratovih finančnih problemov. 
Leta 1814 je ob obnovitvi monarhije  in zasedbi prestola s strani Ludvika XVIII. postal njegov morebitni naslednik, po njegovi smrti 16. septembra 1824 pa stopil na francoski prestol.
Karel-Filip si je ob nastopu nadel kraljevsko ime Karel X. in tako pokazal na nelegitimnost kardinala Charlesa de Bourbona, ki je bil pod tem imenom nezakonito priznan kot kralj Francije s strani Katoliške lige v poznem 16. stoletju.
Njegovo kronanje 28. maja 1825 je potekalo po starih običajih v stolnici v Reimsu. Kmalu po prevzemu oblasti je predlagal, poslanska zbornica pa sprejela, Zakon o svetoskrunstvu, ki je odobril smrtno kazen za svetoskrunstvo in tatvino ali uničenje hostije. Za nobenega od teh zločinov ni bil kdo obsojen v času njegove vladavine, vendar je imel močno sporočilo.
Ultra-rojalistična opozicija, ki jo je Karel vodil še v času vladavine Ludvika XVIII., je po umoru njegovega sina vojvode de Berryja leta 1820 prevzela oblast. Dogodek je povzročil padec ministrskega predsednika Élie Decazesa in vzpon grofa de Villèla, ki je na to mesto prišel ob zamenjavi njegovega predhodnika, vojvoda Richelieuja konec leta 1821 in nadaljeval z ministrskim predsedovanjem tudi po kronanju Karla X.. Njegov kabinet je odstopil leta 1827 pod pritiski liberalnega tiska. Naslednik Jean Baptiste Gay de Martignac je poskušal ubrati srednjo pot, vendar ga je Karel X. leta 1829 zamenjal s Polignacom. Slednji je vpeljal francosko kolonizacijo Alžirije. Njegova razpustitev Poslanske zbornice, julijski odloki, s katerimi je postavil strogi nadzor nad tiskom, in omejitev volilne pravice, vse to se je končalo z julijsko revolucijo 1830.  
Karel X. je podal odstopno izjavo 30. julija 1830 v Château de Rambouilletu v prid njegovega vnuka Henrika-Karla. Liberalna Poslanska zbornica pod nadzorom buržoazije je zavrnila potrditev Henrika-Karla za Henrika V. Med glasovanjem, večinoma bojkotiranim  s strani konzervativnih poslancev, je telo razglasilo francoski prestol za nezaseden in nanj postavilo Ludvika-Filipa, vojvoda Orléanskega.
Po krajšem bivanju v Angliji se je Karel X. ustalil v Pragi. Umrl je od kolere 6. novembra 1836 v palači grofa Mihaela Coroninija-Cronberga v Gorici, pokopan v Frančiškanskem samostanu na Kostanjevici pri Novi Gorici.